# 게르하르트 루트비히 뮐러

게르하르트 루트비히 뮐러 추기경의 문장

게르하르트 루트비히 뮐러(독일어: Gerhard Ludwig Müller , 1947년 12월 31일 - )는 독일의 로마 가톨릭교회 추기경이다. 2012년 7월 2일 교황 베네딕토 16세에 의해 교황청 신앙교리성 장관으로 임명되었으며, 2014년 2월 22일 교황 프란치스코에 의해 추기경에 서임되었다.